# Africactenus ghesquierei
Africactenus ghesquierei là một loài nhện trong họ Ctenidae.
Loài này thuộc chi Africactenus. Africactenus ghesquierei được Roger de Lessert miêu tả năm 1946.